# Сон в руку, или Чемодан
«Сон в руку, или Чемодан» — советский художественный полнометражный цветной фильм, снятый режиссёром Эрнестом Ясаном на киностудии «Ленфильм» в 1985 году.

## Сюжет
Ниженаписаное не полностью соответствует фильму. 
Демобилизованный солдат Павел Тюрин возвращается в родной город и начинает работать в местной газете. Его жизнь и карьера складываются удачно: он становится ведущим автором, в местном издательстве готовится к печати его книга стихов, завязывается роман с дочерью редактора Любочкой Невинной. Однако затем возникают проблемы. Любочка оказывается пустоголовой хищницей, которая никак не может выбрать, за кого удачнее выйти замуж — за журналиста или военного (летчик Леня Кулик). В самого Павла влюбляется квартирантка Женя, которая постоянно путается под ногами со своим огромным чемоданом. К тому же, углубившись в серьёзное журналистское расследование махинаций местного начальства, Тюрин попадает в сложную ситуацию, когда его пытаются купить изданием книги, предлагая прекратить публикацию нежелательных фельетонов. В отчаянии он жжёт уже готовые гранки прямо в редакции, а потом выбрасывает их в окно, устраивая на улице «бумажную метель».

## В ролях
- Владимир Басов-младший — Павел Тюрин
- Ирина Малышева — Любочка Невинная
- Эрнст Романов — Сан Саныч, редактор, отец Любочки
- Наталья Фатеева — мать Любочки
- Владимир Еремин — Макс
- Александр Кузнецов — Леня Кулик
- Александр Демьяненко — дядя Павла
- Валентина Пугачёва — секретарь редакции

## Рецензии 1985 года
«В прежних сценариях А. Александрова („Сто дней после детства“, „Голубой портрет“) был тонко воссоздан духовный мир молодых, глубина их чувств. Теперь, похоже, он удовлетворился лишь внешней стороной дела, лишив мелодраматическую канву картины психологических нюансов, поставив тем самым начинающего постановщика в трудное положение (…) Одно плохо — несмотря на молодость и сверхактивность герой вновь особых симпатий не вызывает. То ли поступки его временами излишне жестоки, то ли ведет он себя чересчур нахально. Только опять ловишь себя на мысли, что и на сей раз в истории паренька, вернувшегося со службы, внешние приметы жизни, узнаваемые черточки (аэробика, жаргонные словечки, сауна для избранных и прочее) скрывают схематичность сути. Тут уж не помогут никакие сны…».
«Только почему происходящее на экране выглядит так плоско? Как будто бы город — это не город, а несколько комнат, заселенных персонажами оперетты: такими как ветреная красотка Любочка Невинная и её „подруга по аэробике“ неуклюжая, но деятельная Эра Мокроступ… Антипоэтичны и сам образный строй фильма, и фигура героя. Голословные декларации, эффектные, полные самолюбования жесты, натужный пафос не выдать за гражданскую страстность. Искусство не изъясняется языком благих намерений и заученных фраз»